# Pekka Jyränkö

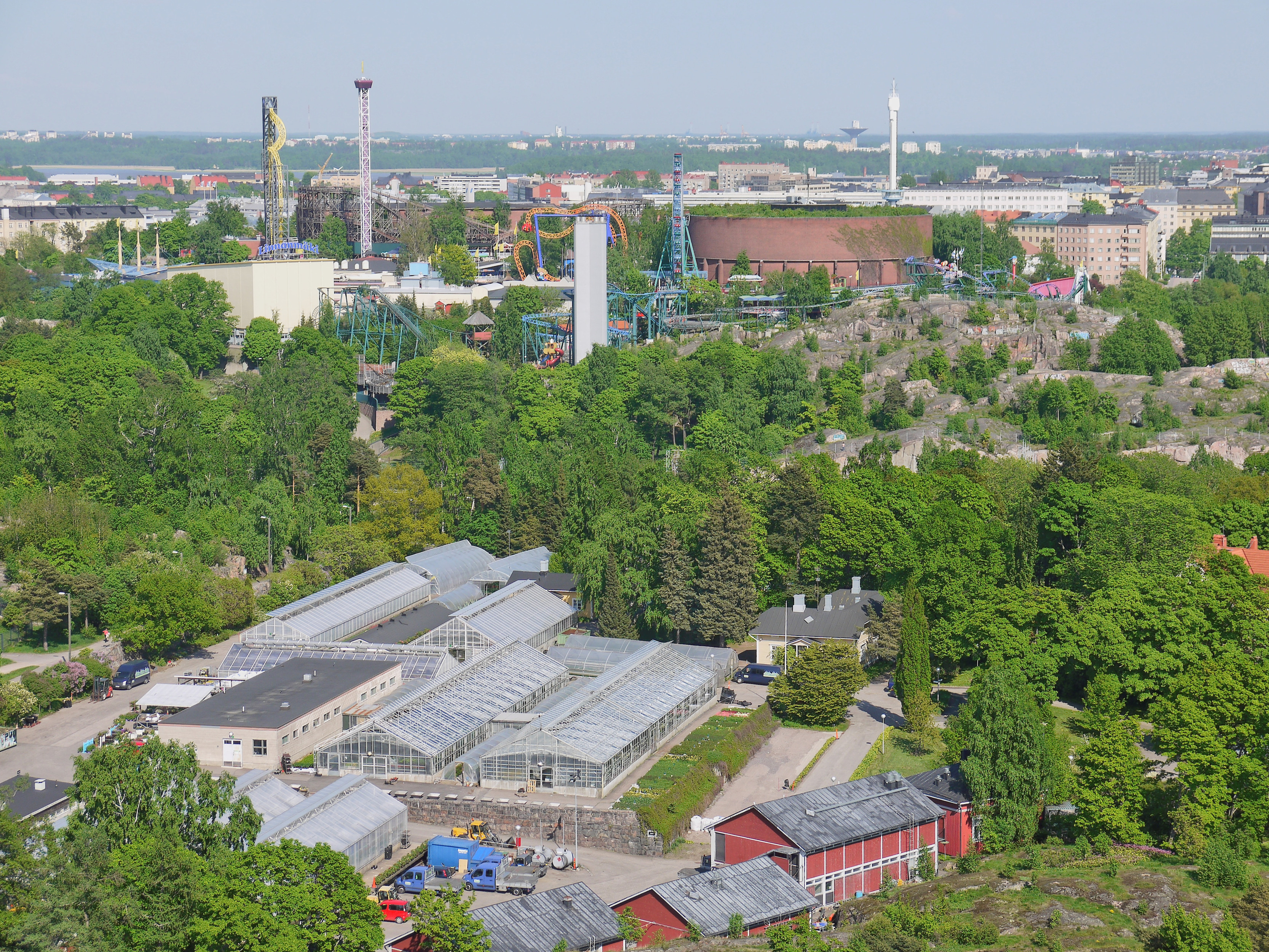
Stadsträdgårdens växtodlingar på Finska Trädgårdsföreningens tidigare område, 2013. I bakgrunden Alpparken och Borgbacken. Till höger om växthusen syns det gula kontorshuset från sekelskiftet 1800/1900, som ritades av Theodor Decker.

Pekka Jyränkö, född 1933 i Helsingfors, död 27 november 1995 i Helsingfors var en finländsk trädgårdsmästare.
Pekka Jyränkö utbildade sig på Trädgårdsinstitutet i Lepaa i Hattula. Han anställdes av Helsingfors stads parkavdelning 1959 och var stadsträdgårdsmästare i Helsingfors från 1975 till sin död 1995. 
Pekka Jyränkö lät anlägga Alprosparken i Haga med ett försöksområde för Helsingfors universitets växtförädlingsprogram, bland annat för rhododendron. Rhododendronvarianten Ericaceae Rhododendron "Pekka" är uppkallad efter honom.